# Tridentopsis tocantinsi
Tridentopsis tocantinsi är en fiskart som beskrevs av La Monte, 1939. Tridentopsis tocantinsi ingår i släktet Tridentopsis och familjen Trichomycteridae. Inga underarter finns listade i Catalogue of Life.